# Kilaneh
Kilaneh è un villaggio situato nella Provincia del Kurdistan, in Iran.
È caratterizzato per la sua natura ed è meta di svago soprattutto per i residenti di Sanandaj, situata poco a nordest.
Nel periodo della guerra tra Iran ed Iraq fu duramente bombardato dall'Iraqi Air Force. Le conseguenze degli attacchi si riversarono in numerosi morti e feriti tra i civili residenti.